# 村上光一
村上 光一（むらかみ こういち、1940年（昭和15年）3月2日 - ）は、日本のテレビプロデューサー、実業家。フジテレビジョン社長、日本映画放送社長などを務めた。

## 来歴・人物
台湾で生まれ、終戦後、東京都に引き揚げて育つ。東京都立新宿高等学校、東京外国語大学外国語学部スペイン語学科を卒業。俳優の中村敦夫は高校・大学の同級生。
1962年にフジテレビ入社。同期入社に横澤彪、松本みどりがいて、横澤が亡くなった際には葬儀委員長を務めた。
入社以来、編成や制作畑を中心に活躍。現場の制作担当者だったころは、「ドラマをやるとあたらない」と言われ、打ち切り番組もあった。「不本意だったが」が、バラエティでは奮起して挽回する。1978年の『白い巨塔』ではエキストラとして出演、また1985年の日航機墜落事故ではスクープ映像放送に大きく貢献した。
編成局編成部長を経て、1988年7月に編成局長、1991年6月に取締役に選任、1995年6月に常務取締役編成担当、1999年6月に専務取締役業務推進本部長（番組審議室担当）に昇進する。
2000年2月、フジテレビ等が出資し設立した日本映画衛星放送の初代社長を兼務し、2001年6月にフジテレビ社長となる。そろって6月末に社長に就任した日本テレビの萩原敏雄は、かつて編成局長どうしで視聴率競争を繰り広げた好敵手でもあった。社長時代には、ライブドア騒動や系列の関西テレビ制作の『発掘!あるある大事典2』のデータ捏造問題が起きた一方、"視聴率3冠"を奪還するなど業績回復を果たし、2007年6月に相談役に退く。
2009年9月より東京外国語大学の理事を務めた。
オペラ好きで、若い頃に無断で長期休暇を取り、ヨーロッパにオペラ鑑賞に行った事がある。

### 五社英雄と
村上は、映画監督の五社英雄がフジの映画部長だった時代の部下である。村上が初めてプロデューサーとして参加した番組のあまりの出来の悪さに周囲から四面楚歌の状況になっている時、「お前、何を言われても自信を持たなきゃダメだぞ」と励ましてもらった記憶がある。それだけに五社に心酔していて、映画部が解散することになった際は五社をはじめ映画部の面々と千葉に出かけ、夜の海で共に泣いた。五社は村上にとっての恩人であり、また「五社軍団」に短いながらも属することができたことは、村上にとっての誇りでもあった。
1991年、取締役編成局長であった村上は、鹿内宏明会長の呼び出しを受ける。「ちょっと村上君、聞いてくれ。俺のところに五社さんから長文の手紙が来た。どうしても『女殺油地獄』を映画化したいんで、力になってほしいということだから、この件はお前に任せる。会いなさい」そんな鹿内の命を受け、村上は五社と会った。フジの編成局長室に、五社が訪ねてくる。村上が五社とゆっくり話すことができたのは、この時が初めてだった。五社はまず京都の病院でレントゲンでガンを見つけた話から始めた。「手術が終わって、先生から水を飲んでいいよって言われて喉を最初の一滴が通った時、どんなに生きててよかったと思ったか」講談のように滔々と語る五社の口調に取り込まれ、村上はいつしか涙ぐんでいた。そして2時間あまりの会談を終え、断を下す。「分かりました、監督の意を介して、我々としては協力します」これまで様々な紆余曲折のあった五社とフジの関係だったが、こうして『女殺』の制作にフジが加わることになった。『女殺』は五社にとって生前最後の作品となり、公開後、ほどなくしてその生涯を閉じた。

## 親族
夫人は、脚本家内舘牧子と高校の同級生である。

## 携わった映画

### 製作
- ズッコケ三人組 怪盗X物語（1998）
- ラヂオの時間（1997）
- パラサイト・イヴ（1997）
- 瀬戸内ムーンライト・セレナーデ（1997）
- 美味しんぼ（1996）
- 八つ墓村（1996）
- 7月7日、晴れ（1996）
- バースデイプレゼント（1995）
- 白鳥麗子でございます!（1995）
- 鬼平犯科帳（1995）
- Love Letter（1995）
- 花より男子（1995）
- ヒーローインタビュー（1994）
- とられてたまるか!?（1994）
- ラストソング（1994）
- 眠らない街・新宿鮫（1993）
- 水の旅人 侍KIDS（1993）
- 七人のおたく（1992）
- きらきらひかる（1992）
- パ★テ★オ PATIO（1992）
- 女殺油地獄（1992）
- 病は気から 病院へ行こう2（1992）
- 新・同棲時代（1991）
- 江戸城大乱（1991）
- 創竜伝（1991）
- 病院へ行こう（1990）
- 夢の祭り（1989）
- 踊る大捜査線 THE MOVIE（1998）
- 踊る大捜査線 THE MOVIE 2 レインボーブリッジを封鎖せよ!（2003）
- BAYSIDE SHAKEDOWN 2（2003、東宝/「THE MOVIE2」のリミックス再編集版）

### 製作総指揮
- 波の数だけ抱きしめて（1991）
- 就職戦線異状なし（1991）
- タスマニア物語（1990）
- 彼女が水着にきがえたら（1989）
- 孔雀王（1988）

### 企画
- 時雨の記（1998）
- ストロベリーロード（1991）
- 誘惑者（1989）
- ジュリエット・ゲーム（1989）
- 木村家の人びと（1988）
- 優駿 ORACION（1988）